# Liste des plus anciennes églises des États-Unis

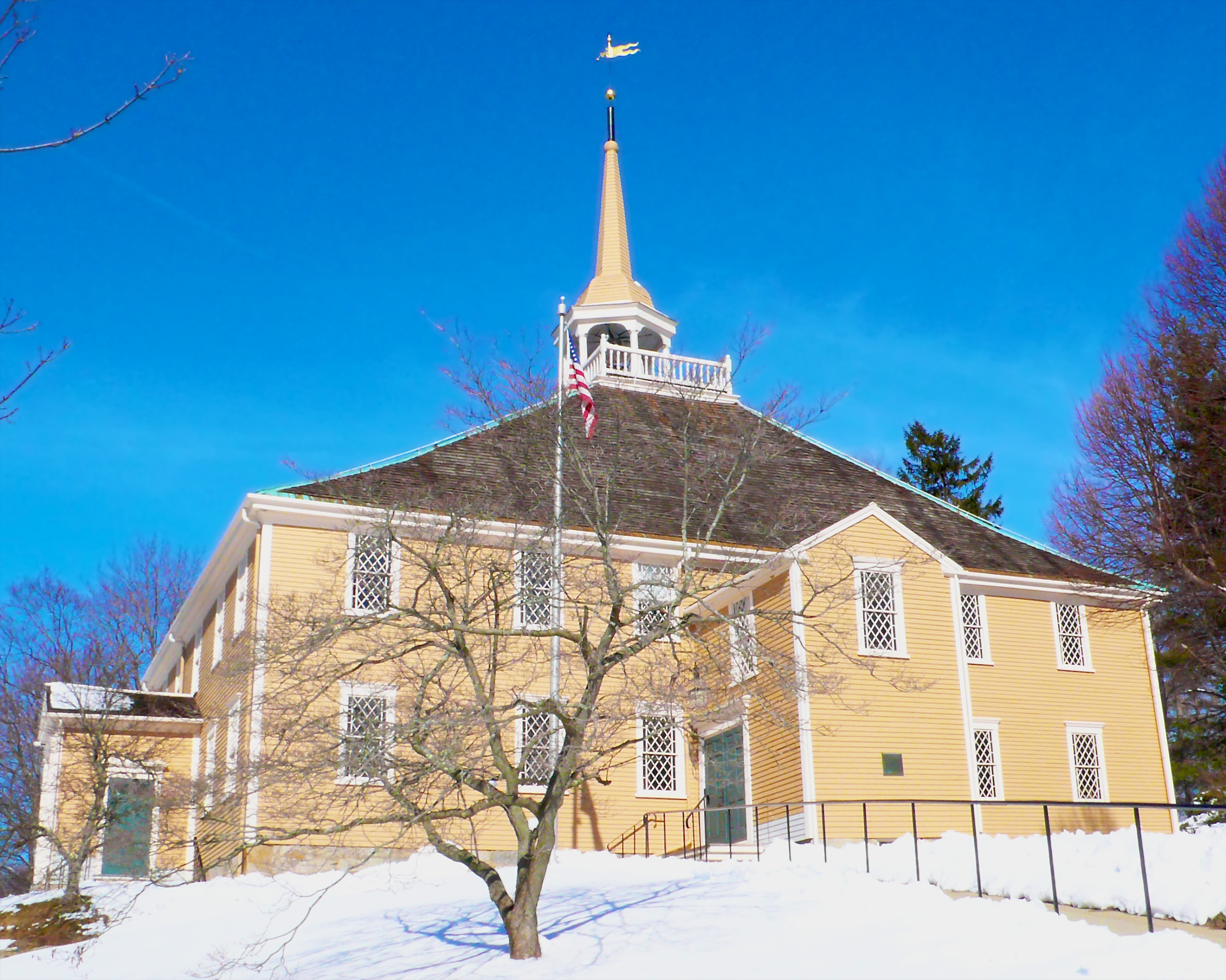
Old Ship Church (1681), la plus ancienne des paroisses Puritaines du Massachusetts

La classification de la plus ancienne église des États-unis doit être divisée en deux parties, la plus ancienne dans le sens du plus ancien édifice, (église avec un é minuscule) et la plus ancienne dans le sens de la plus ancienne communauté (Église étymologique avec un É majuscule).
Cet article traite des églises au sens d'édifices. On peut distinguer entre les églises qui ont été utilisées en continu comme telles, et celles qui ont été converties à d'autres fins.
En outre, le territoire des États-Unis a changé de définition au cours de son histoire : certaines de ces églises sont situées dans des zones des treize colonies d'origine qui forment les États-Unis en 1776. D'autres ont été construites dans les États et territoires qui ont été annexés plus tard, comme le Nouveau-Mexique et à Porto Rico.

## Les plus anciens édifices d'églises
| Cathedral of San Juan Bautista    |  | San Juan, Puerto Rico         | PR | 1521-40   | Roman Catholic                                      |
| Porta Coeli Church                |  | San Germán, Puerto Rico       | PR | 1609      | Roman Catholic                                      |
| San Miguel Mission                |  | Santa Fe, New Mexico          | NM | 1610      | Roman Catholic                                      |
| Église de Jamestown               |  | Jamestown, Virginia           | VA | 1639-43   | Episcopal                                           |
| Old Trinity Church, Maryland      |  | Church Creek, Maryland        | MD | 1675      | Episcopal                                           |
| Third Haven Meeting House         |  | Talbot County, Maryland       | MD | 1681-84   | Quaker (Friends)                                    |
| Old Ship Church                   |  | Hingham, Massachusetts        | MA | 1681      | Puritan, Congregational, now Unitarian Universalist |
| St. Luke's Church                 |  | Smithfield, Virginia          | VA | 1682      | Episcopal                                           |
| Old Indian Meeting House          |  | Mashpee, Massachusetts        | MA | 1684      | Congregational/Native American                      |
| King's Chapel                     |  | Boston, MA                    | MA | 1686      | Unitarian Christian                                 |
| Old Dutch Church of Sleepy Hollow |  | Sleepy Hollow, New York       | NY | 1685      | Dutch Reformed                                      |
| Old Quaker Meeting House          |  | Flushing, New York            | NY | 1694      | Quaker (Friends)                                    |
| Merion Friends Meeting House      |  | Merion Station                | PA | 1695      | Quaker (Friends)                                    |
| Holy Trinity Church (Old Swedes)  |  | Wilmington, Delaware          | DE | 1698      | Lutheran/Episcopal                                  |
| Great Friends Meeting House       |  | Newport, Rhode Island         | RI | 1699      | Quaker (Friends)                                    |
| Gloria Dei (Old Swedes' Church)   |  | Philadelphia, Pennsylvania    | PA | 1700      | Lutheran/Episcopal                                  |
| Six Principle Baptist Church      |  | North Kingstown, Rhode Island | RI | 1703      | Baptist                                             |
| St. Mary's Episcopal Church       |  | Burlington                    | NJ | 1703      | Episcopal                                           |
| Rehoboth Presbyterian Church      |  | Rehoboth, Maryland            | MD | 1706      | Presbyterian                                        |
| St. Andrews Episcopal Church      |  | Charleston, South Carolina    | SC | 1706      | Episcopal                                           |
| Old Narragansett Church           |  | Wickford, Rhode Island        | RI | 1707      | Episcopal                                           |
| St. Michael's Church              |  | Marblehead, Massachusetts     | MA | 1714      | Episcopal                                           |
| Old North Church                  |  | Boston, Massachusetts         | MA | 1723      | Episcopal                                           |
| Trinity Church, Newport           |  | Newport, Rhode Island         | RI | 1726      | Episcopal                                           |
| St. John's Episcopal Church       |  | Hampton, Virginia             | VA | 1728      | Episcopal                                           |
| Christ Church                     |  | Nanjemoy, Maryland            | MD | 1732      | Episcopal                                           |
| St. Thomas Episcopal Church       |  | Bath, North Carolina          | NC | 1734      | Episcopal                                           |
| Cathedral of San Fernando         |  | San Antonio, Texas            | TX | 1738      | Catholic                                            |
| Augustus Lutheran Church          |  | Trappe, Pennsylvania          | PA | 1743      | Lutheran                                            |
| St. Michael's Church              |  | Charleston, South Carolina    | SC | 1752–1761 | Episcopal                                           |
| St. Paul's Chapel                 |  | New York, New York            | NY | 1766      | Episcopal                                           |
| Mission San Diego de Alcala       |  | San Diego, California         | CA | 1769      | Roman Catholic                                      |
| The Falls Church                  |  | Falls Church, Virginia        | VA | 1769      | Epsicopal                                           |
| Barratt's Chapel                  |  | Frederica, Delaware           | DE | 1780      | Methodist                                           |
| Mission San Juan Capistrano       |  | San Juan Capistrano           | CA | 1782      | Roman Catholic                                      |
| Wyandot Mission Church            |  | Upper Sandusky                | OH | 1824      | Methodist                                           |